# 함평읍
함평읍(咸平邑)은 전라남도 함평군의 군청 소재지이며, 군의 서남부 호남선 함평역에서 4km 북쪽 함평천의 우안의 구릉지에 있다.

## 개요
함평읍은 동북쪽으로 고산봉을 바라보며, 배후의 구릉은 200ｍ 이내의 낮은 구릉이 서남방향으로 기복하고 있다. 쌀·보리·면화·양파 등의 재배가 성하고, 농산물과 수산물의 집산지이다. 부근에는 기산영수·용천사·약마 등 등의 명승고적과 주포해수욕장이 있다.

## 법정리
- 함평리
- 기각리
- 내교리
- 수호리
- 성남리
- 지풍리
- 만흥리
- 장교리
- 옥산리
- 가동리
- 석성리
- 장년리
- 진양리
- 대덕리

## 아파트
| 단지명        | 건설사                    | 시행사       | 주소                        | 입주       | 비고 |
| ------------- | ------------------------- | ------------ | --------------------------- | ---------- | ---- |
| 함평 내교주공 | 호반건설산업㈜ ㈜문주건설 | 대한주택공사 | 함평읍 교광길 13-8 (내교리) | 2002년 7월 |      |

## 교육
| 학교명                | 위치                           | 비고        |
| --------------------- | ------------------------------ | ----------- |
| 함평초등학교          | 함평읍 내대화길 77 (내교리)    |             |
| 함평초등학교 장년분교 | 함평읍 장년길 40 (장년리)      | 2004년 폐교 |
| 기산초등학교          |                                |             |
| 함평북초등학교        | 함평읍 고양촌길 17-70 (대덕리) | 1997년 폐교 |
| 석성초등학교          | 함평읍 돌머리길 456 (석성리)   | 1999년 폐교 |
| 성남초등학교          | 함평읍 함장로 730 (성남리)     | 2002년 폐교 |
| 함평여자중학교        |                                |             |
| 함평중학교            |                                |             |
| 함평학다리고등학교    | 함평읍 영수길 55 (내교리)      |             |
| 함평고등학교          | 함평읍 함영로 1584-28 (진양리) |             |
| 함평영화학교          |                                |             |

## 특산물
- 굴
- 느타리버섯
- 딸기
- 보리새우